# Zawada (Tomaszów Mazowiecki)
Pour les articles homonymes, voir Zawada.
Zawada est une localité polonaise de la gmina et du powiat de Tomaszów Mazowiecki en voïvodie de Łódź.